# Östergötlands runinskrifter 196
Runsten Ög 196 stod i Mjölby socken, Mjölby kommun. 

## Historik
Runstenen stod enligt Bautil på Hulterstads gärde i Vifolka härad. Runstenen var 1,8 meter hög och 1,11 meter bred vid foten. Den var troligen i granit.

## Translitterering
turno : risþi : sten: þasi : eftiR : ustn : sin : bruþur :

## Översättning
Tyrna reste denna sten efter Östen, sin broder.